# Сакс, Вадим Владимирович
Вадим Владимирович Сакс (1876—1963) — военный инженер-механик, участник русско-японской и Первой мировой войн, инженер-механик капитан 1 ранга, Георгиевский кавалер.

## Биография
Сакс Вадим Владимирович родился 4 апреля 1876 года.
В 1898 году окончил механическое отделение Морского инженерного училища Императора Николая I и произведён в младшие инженер-механики.
Проходил службу судовым механиком на броненосце «Петропавловск», броненосце береговой охраны «Адмирал Ушаков».
С декабря 1900 года исполнял должность судового механика на парусно-винтовом клипере (крейсер 2-го ранга) «Крейсер», с августа 1901 по май 1902 года участвовал в заграничном плавании по маршруту Кронштадт — Канарские острова — острова Зелёного Мыса — Азорские острова — Кронштадт. В 1902 году произведён в помощники старшего инженер-механика.

### Участие в Цусимском сражении
Летом 1904 года старший инженер-механик В. В. Сакс окончил Николаевскую военно-морскую академию и был назначен судовым механиком на эскадренный миноносец «Громкий», который достраивался на Невском судостроительном заводе. 25 сентября 1904 года корабль вступил в строй и вошёл в состав «Догоняющего отряда» капитана 1 ранга Л. Ф. Добротворского. 3 ноября 1904 года миноносец под командованием капитана 2 ранга Г. К. Керна покинул Либаву и начал переход на Дальний Восток. 1 февраля 1905 года соединился с главными силами Второй Тихоокеанской эскадры.
Во время перехода В. В. Сакс был переаттестован в штабс-капитаны.

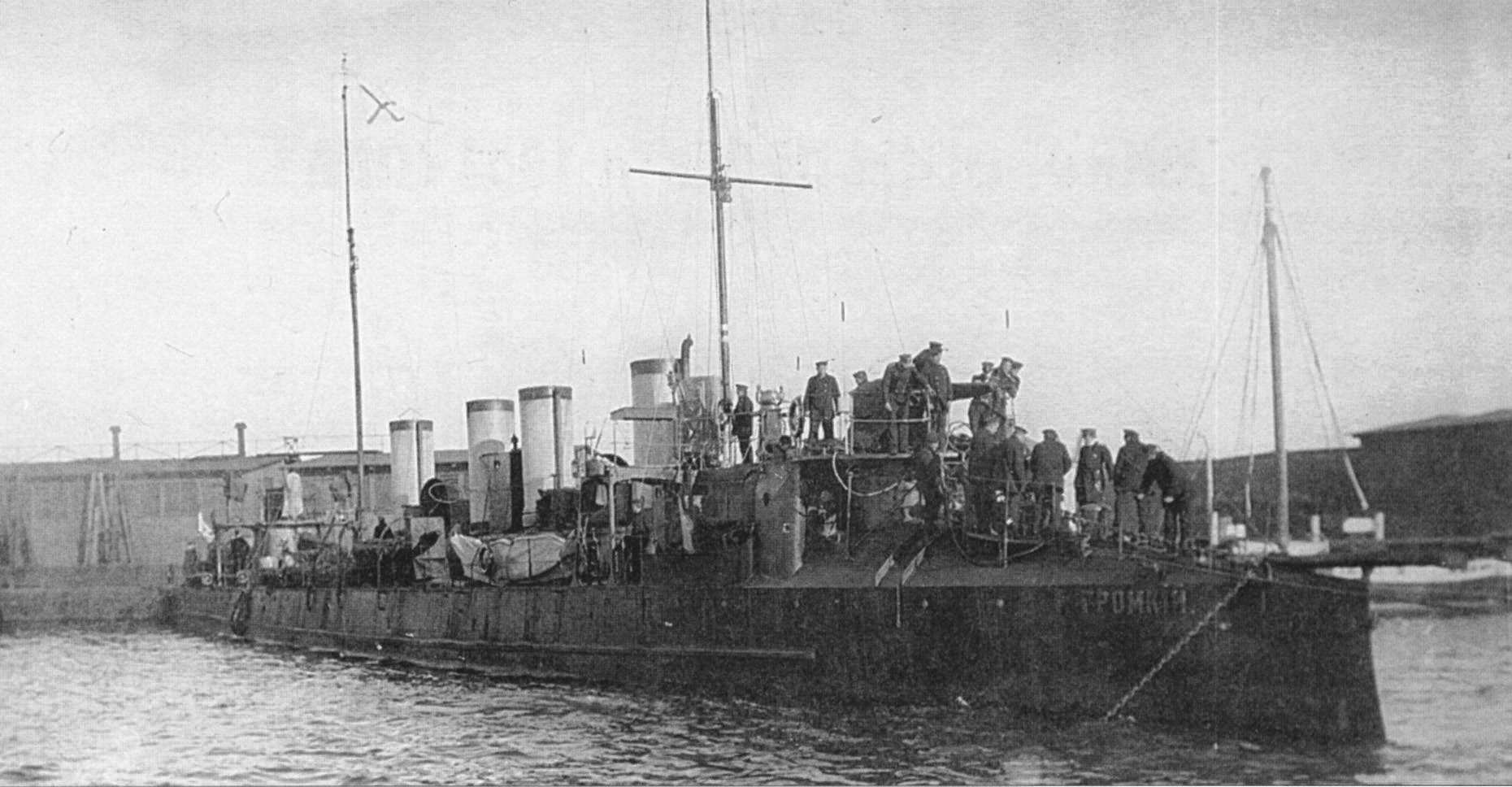
Эскадренный миноносец «Громкий

Во время Цусимского сражения 14 мая 1905 года миноносец «Громкий» отражал атаки японских кораблей. Утром 15 мая получив приказ прорываться во Владивосток, пытался оторваться от преследования. Вступил в бой с японским миноносцем . Снаряды неприятеля вывели из строя два котла «Громкого», упала скорость миноносца. Несмотря на это, команда «Громкого» продолжала отчаянно сражаться; на миноносце сменили сбитый в бою Андреевский флаг. Судовой механик В. В. Сакс, несмотря на ранение и контузию, на протяжении всего боя организовывал борьбу за живучесть и обеспечивал ход корабля. Когда все артиллерийские погреба русского миноносца оказались затопленными, выведены из строя все котлы, замолчало последнее орудие «Громкого» он вместе с подчинёнными открыл кингстоны в машинном отделении корабля для его затопления, чтобы миноносец не достался врагу. После гибели командира корабля — уничтожил секретные коды и утопил в море денежный ящик. В 12 часов 43 минуты миноносец «Громкий» затонул, повалившись на правый борт. Оставшихся в живых людей японцы подобрали из воды.
За Цусимский бой В. В. Сакс был награждён орденом Святого Владимира 4-й степени с мечами и бантом и Золотым оружием за храбрость, что приравнивалось по статусу к ордену Святого Георгия 4-й степени, а также произведён в капитаны.
С 1906 по 1909 годы в Санкт-Петербурге был наблюдающим за постройкой миноносцев, состоял наблюдающим за постройкой ледоколов «Таймыр» и «Вайгач» на Невском судостроительном заводе.
С 1909 по 1912 годы проходил службу старшим инженер-механиком крейсера «Богатырь», затем старшим наблюдающим за постройкой линейных кораблей «Полтава» и «Гангут». После возвращения из заграничной командировки в годы Первой мировой войны был назначен старшим инженер-механиком на линкор «Гангут», где разработал специальные упорные подшипники для турбин, давшие возможность линейным кораблям типа «Севастополь» давать ход свыше 24-х узлов.
10 апреля 1916 года за отличие был произведён в инженер-механики капитаны 1 ранга и переведён в Морской технический комитет. В конце года был назначен Представителем Морского технического комитета и Уполномоченным от Морского Министерства в Русском Правительственном Комитете в Лондоне, через который оформлялись военные заказы в Англии, США и Японии.

### В эмиграции
Эмигрировал. В 1921 был на службе в Англии. С 1924 жил во Франции. В 1924—1930 годах состоял членом Общества бывших воспитанников Морского инженерного училища в Париже. Переехал в Англию, в Лондоне организовал собственную компанию, в которой состоял директором и главным инженером до 1939 года. Был членом Общества бывших военнослужащих Российской армии в Англии.
С началом Второй мировой войны был призван на казённую службу, заведовал оборонным заводом. По окончании войны в 1946 году вышел в отставку. Был консультантом и переводчиком по техническим вопросам при Министерстве снабжения Англии.
Писал мемуары о службе в Императорском флоте России. Публиковал воспоминания в журнале «Морские записки»: "Эскадренный миноносец «Громкий» (1955, 1956), «Из прошлого» (1961), «В заграничном плавании на крейсере „Крейсер“ в 1901—1902 гг.» (1963).
Умер 4 апреля 1963 года под Лондоном.

## Награды
Российской империи
- орден Святой Анны 2 степени (6 декабря 1912);
- орден Святого Станислава 2 степени (1912);
- орден Святого Владимира 4 степени (с мечами и бантом, 8 января 1907);
- светло-бронзовая медаль «В память русско-японской войны» (1906)
- светло-бронзовая медаль «В память 300-летия царствования дома Романовых» (1913)
- светло-бронзовая медаль «В память 200-летия морского сражения при Гангуте» (1915)
- Золотое оружие «За храбрость» (сабля, 22 декабря 1908)[1].

Иностранные 
- Орден Князя Даниила I (рыцарь, Черногория, 1910)
- медаль «За храбрость» (Черногория, 1911)[1].